# ゴールドウィン・ガールズ

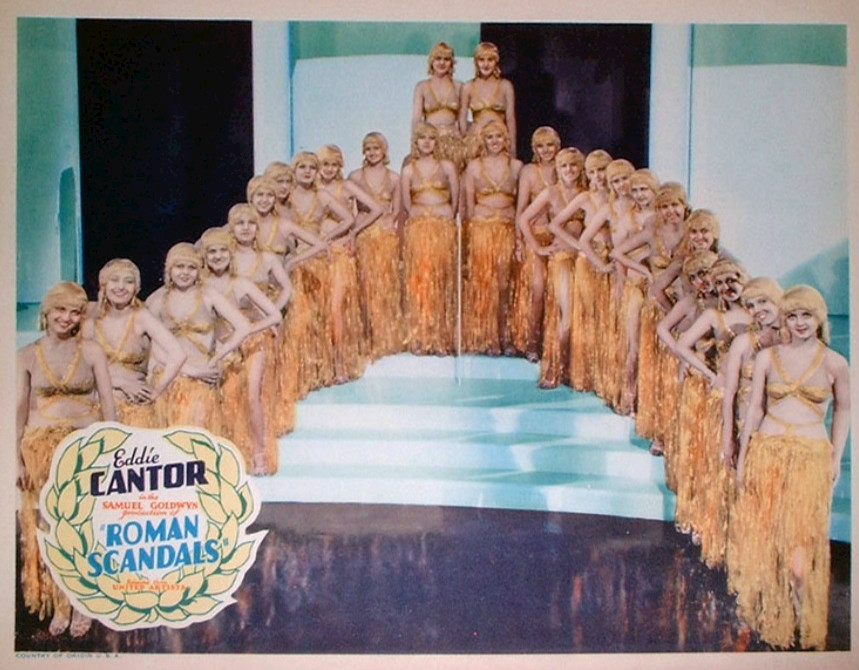
『羅馬太平記』のゴールドウィン・ガールズ

ゴールドウィン・ガールズ(Goldwyn Girls) は、サミュエル・ゴールドウィンによる専属女性ミュージカル・ダンス・カンパニー。ルシル・ボール、ヴァージニア・ブルース、クレア・ドッド、ポーレット・ゴダード、ベティ・グレイブル、ヴァージニア・グレイ、ジューン・カービー、ジョイ・ランシング、バーバラ・ペッパー、マージョリー・レイノルズ、パット・シーン、アン・サザーン、ラリー・トーマス、タイラ・ヴォーン、トビー・ウイング、ジェーン・ワイマンなどのちに有名となる女優、ダンサー、モデルを輩出した。

## 主な出演映画
- 1930年: 『ウーピー』Whoopee!
- 1931年: 『突貫勘太』Palmy Days
- 1931年: 『お転婆キキ』Kiki
- 1932年: 『カンターの闘牛師』The Kid from Spain
- 1933年: 『羅馬太平記』Roman Scandals
- 1934年: 『百万弗小僧』Kid Millions
- 1936年: 『当り屋勘太』Strike Me Pink
- 1938年: 『華麗なるミュージカル』The Goldwyn Follies
- 1944年: 『ダニー・ケイの新兵さん』Up in Arms
- 1944年: 『姫君と海賊』The Princess and the Pirate
- 1945年: 『ダニー・ケイの天国と地獄』Wonder Man
- 1946年: 『ダニー・ケイの牛乳屋』The Kid from Brooklyn
- 1947年: 『虹を掴む男』The Secret Life of Walter Mitty
- 1955年: 『野郎どもと女たち』Guys and Dolls, ホット・ボックス・ガールズ[1]